# 到達不能極

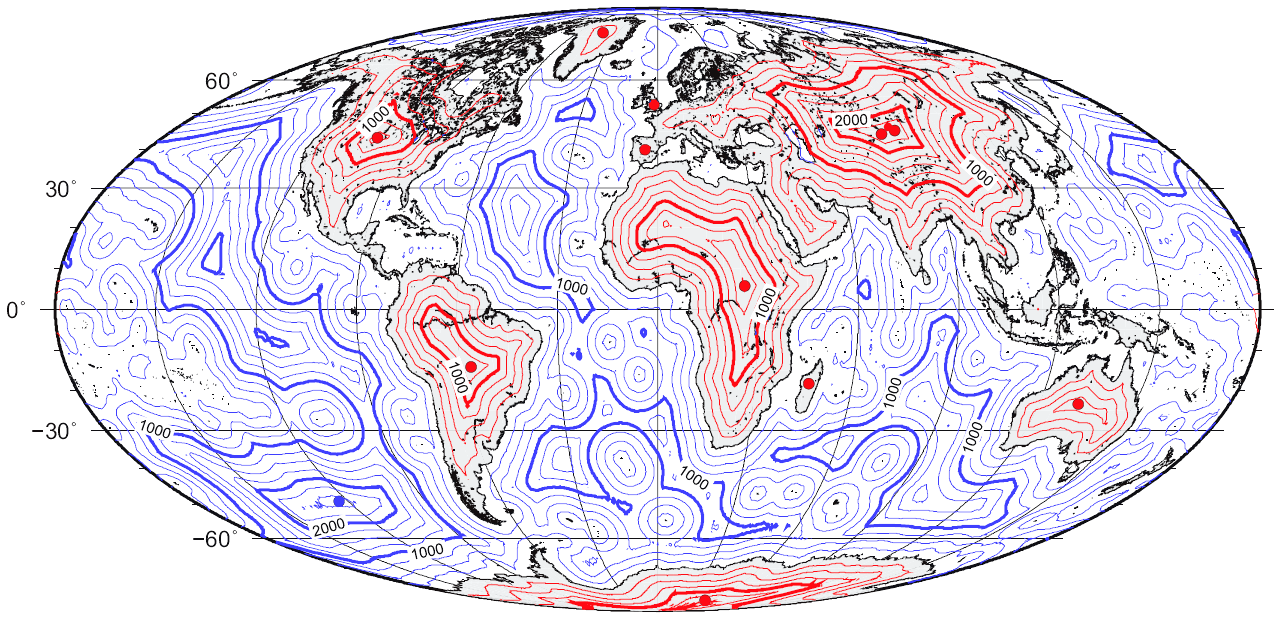
海岸線からの距離を示した地図（島を含み湖を除く）。赤と青の点は主な到達不能極を示す。細い線は250キロメートル間隔、太い線は1000キロメートル間隔。

到達不能極（とうたつふのうきょく、英: Pole of inaccessibility, PIA）とは、陸上で最も海から遠い点、または海上で最も陸から遠い点である。「不能」とあるが、あくまで地理学的に定められた点であり、物理的には「到達できる」（到達例がある）ため、日本では到達困難極（とうたつこんなんきょく）または到達至難極（とうたつしなんきょく）と呼ぶべきだという意見もある。到達不能点、到達困難点、到達至難点ともいわれる。

## 陸上の到達不能極

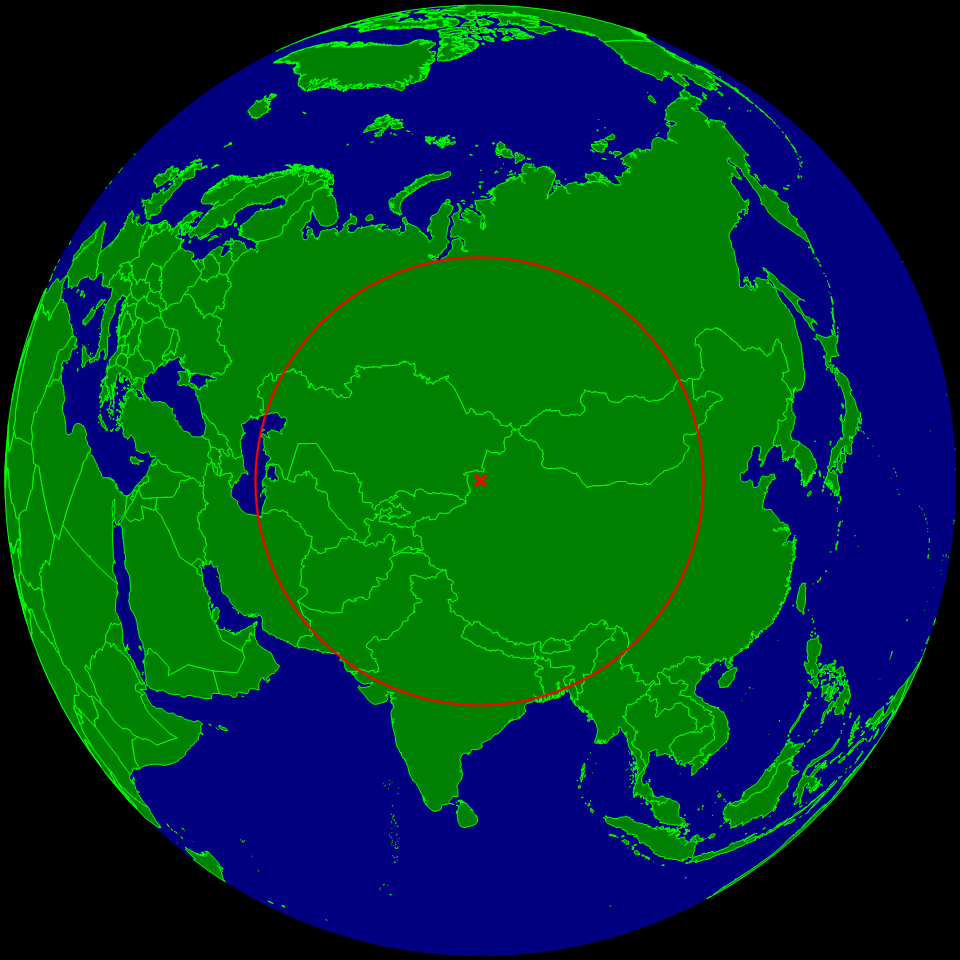
ユーラシア到達不能極

### ユーラシア到達不能極
ユーラシア大陸の到達不能極が、海洋から最も遠い地球上の陸地である。海まで2,645キロメートルある北緯46度17分 東経86度40分 / 北緯46.283度 東経86.667度であるとされてきた。この地点は中華人民共和国新疆ウイグル自治区のウルムチ市から北におよそ320キロメートルほど離れている。正確な地点には、1986年6月27日にニコラス・クレーンとリチャード・クレーンが到達した。
しかし、オビ湾が河川扱いで陸の一部として認められた地点であるため、地図の表示と同じく海洋に含めて計算し直した2007年の研究では、誤差範囲内にある2地点が到達不能極であると示された。EPIA1 北緯44度17分 東経82度11分 / 北緯44.29度 東経82.19度とEPIA2 北緯45度17分 東経88度08分 / 北緯45.28度 東経88.14度はそれぞれ海まで2510±10キロメートルと2514±7キロメートル離れている。いずれもウイグルにあるが、前者はカザフスタンとキルギスの国境に近い w:Kokirqin Shan 山近くの標高2,000メートルを上回る山中で、以前の地点から435キロメートル離れている。後者はウルムチの北174キロメートルで、以前の地点から156キロメートル離れている。また、ウルムチの西南30キロメートルの北緯43度40分52秒 東経87度19分52秒 / 北緯43.68111度 東経87.33111度には1992年の中国科学院による測量に基づいて世界で最も海から遠いアジア大陸の地理的中心であるとして「アジア大陸地理中心」（簡体字: 亚洲大陆地理中心）と呼ばれるアジア49カ国の旗と文化が描かれた像で囲まれた記念の塔が建つ広場は観光名所になっている。

### 南到達不能極

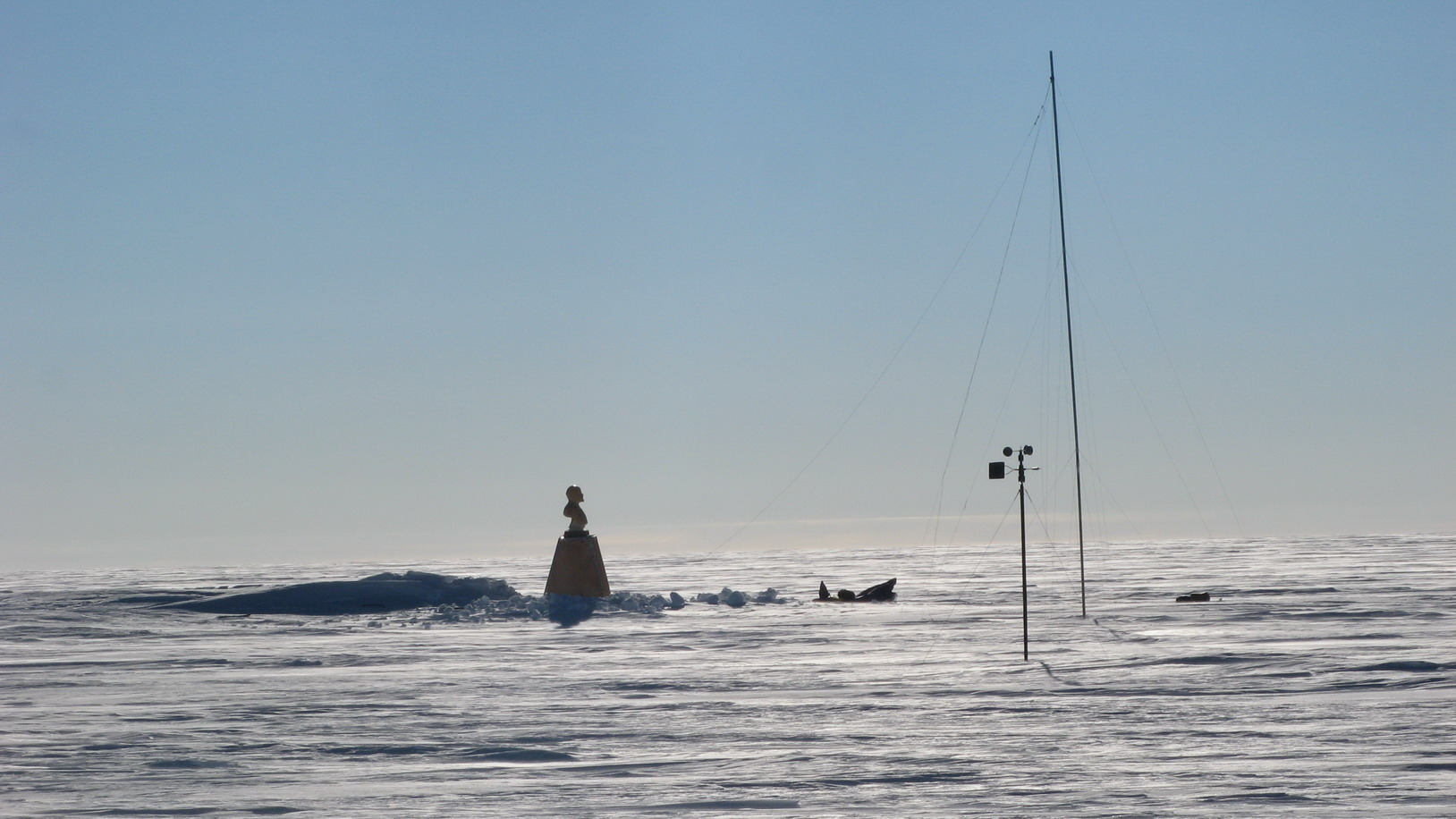
旧ソ連の、到達不能極基地。チームN2iも2007年に到達。

様々な経緯度が定義されている。この差は、「海岸線」を地面の縁とするか、氷の縁とするかという問題や、どこまで固体の氷か決定する難しさや、氷床の動きや、測量技術の向上に伴うデータの更新や、さらには誤植により生じている。
この到達不能極は、以下に述べるソ連の基地到達不能極基地に言及するときに触れられる。基地の経緯度は南緯82度06分 東経54度58分 / 南緯82.100度 東経54.967度である。（いくつかの情報源では南緯83度06分 東経54度58分 / 南緯83.100度 東経54.967度。）南極点から878 km (546 mi)離れており、標高は3,718 m (12,198 ft)。基地には、モスクワの方向を向くレーニンの胸像がある。基地は機能していないが歴史的建造物として保護されている。英国人4人の「チームN2i」が日本標準時の2007年1月20日に徒歩で到達した。
南極大陸の氷床は常に動いているため、氷床の上にある到達不能極基地は、正確な到達不能極からずれている。しかし、前述のチームN2iの冒険に際し、ギネス世界記録はソ連の探検隊の実績を鑑みて、（スポーツの一種としての）冒険に関してなら、到達不能極基地は南到達不能極であるとした。

### 他の大陸の到達不能極
北アメリカ大陸
北緯43度22分 西経101度58分 / 北緯43.36度 西経101.97度、海洋から1650キロメートル、アメリカ合衆国、サウスダコタ州のカイルとアレンの間
南アメリカ大陸
南緯14度03分 西経56度51分 / 南緯14.05度 西経56.85度、海洋から1517キロメートル、ブラジルのアレナポリス付近
アフリカ大陸
北緯5度39分 東経26度10分 / 北緯5.65度 東経26.17度、海洋から1814キロメートル、中央アフリカ共和国・南スーダン・コンゴ民主共和国の三国国境付近でオボの町付近
オーストラリア大陸
南緯23度2分 東経132度10分 / 南緯23.033度 東経132.167度または南緯23度10分 東経132度16分 / 南緯23.17度 東経132.27度、海洋から920キロメートル、いずれもアリススプリングス付近

### 日本の到達不能極
長野県佐久市（旧南佐久郡臼田町）には、日本列島で最も海から遠い地点、いわば日本の到達不能極北緯36度10分35.3秒 東経138度34分52.6秒 / 北緯36.176472度 東経138.581278度がある。海からおよそ115キロメートル離れている。

## 海上の到達不能極

### 北到達不能極

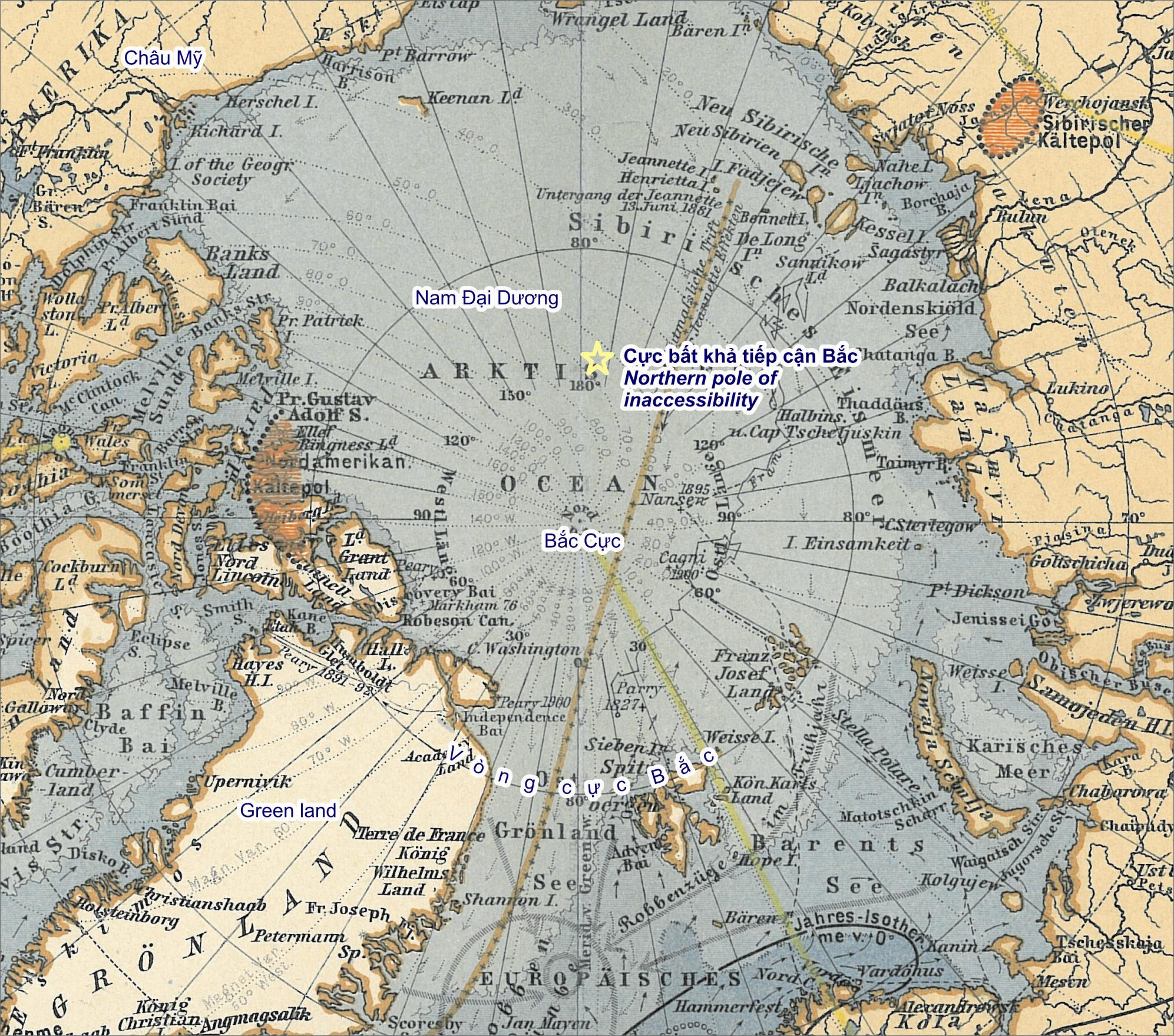
北到達不能極

北緯84度03分 西経174度51分 / 北緯84.050度 西経174.850度は北極海で最も陸から遠い点で、エルズミア島とゼムリャフランツァヨシファから共に 1094キロメートル離れている。北極点からは661キロメートル離れている。1927年、ヒューバート・ウィルキンスが飛行機で到達した。また、1958年にはソ連の砕氷船が、1968年にはウォーリー・ハーバートが犬ぞりで、それぞれ到達した。浮いた氷の上にあるため、恒久的な目標物はない。

### 大洋（太平洋）到達不能極

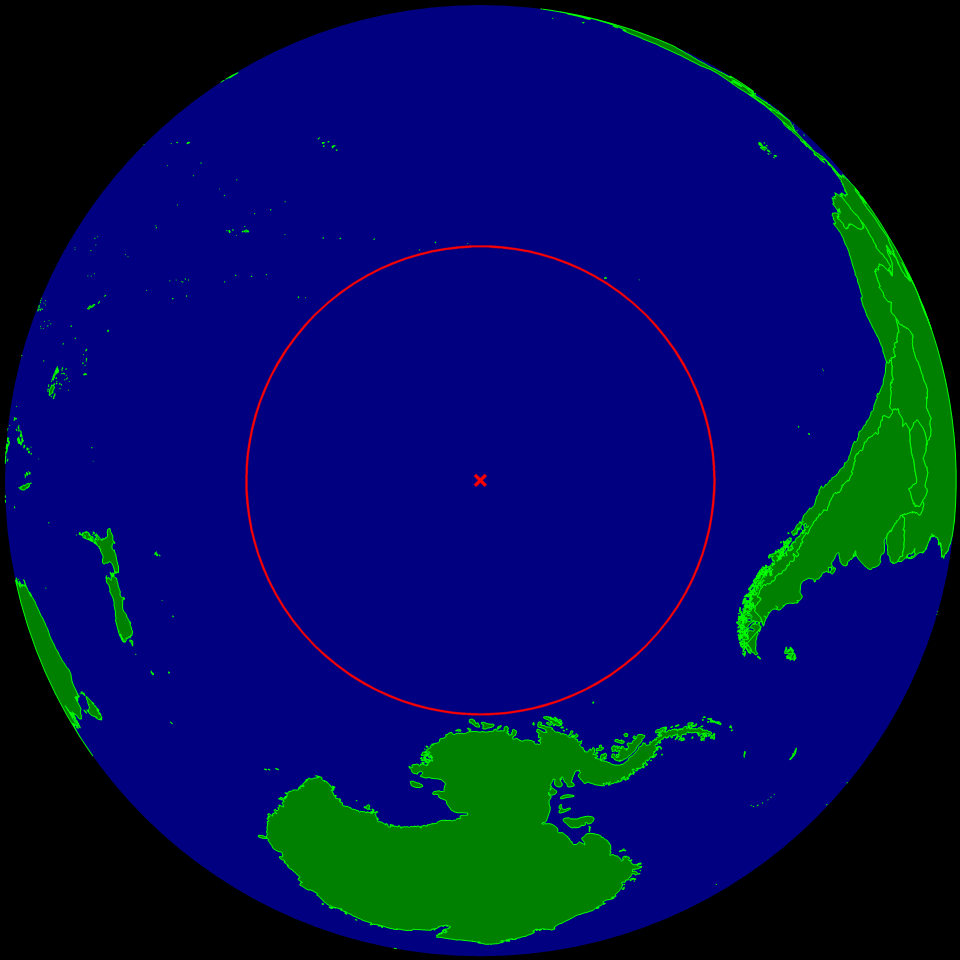
太平洋到達不能極（ポイント・ネモ）

「ポイント・ネモ」とも呼ばれる、陸地から最も遠い世界の大洋の点は、南太平洋の南緯48度53分 西経123度27分 / 南緯48.89度 西経123.45度にあり、北にあるピトケアン諸島のデュシー島、北東にあるイースター島の属島モトゥ・ヌイ、南にある南極のマリーバードランド・サイプル島沖のメイハー島の、最寄りの陸まで2690キロメートル離れている。
チャタム島はさらに西、チリ南部はさらに東にある。偶然ではあるが、太平洋到達不能極から陸までの距離と、ユーラシア到達不能極から海までの距離は、ほぼ同じである。
太平洋到達不能極は、最も人間がいない場所であることが期待されるため、制御下にあるスペースデブリを大気圏再突入で故意に落下させる場合（スペースクラフト・セメタリー）には、格好の場所となる。